# Cunningtonia longiventralis
Cunningtonia longiventralis ist eine Buntbarschart, die endemisch in der südlichen Hälfte des ostafrikanischen Tanganjikasees vorkommt.

## Merkmale
Die Fische besitzen einen mäßig hohen Körper und große Augen. Sie werden etwa 10 bis 12 Zentimeter lang, in seltenen Fällen auch 14 oder 15 Zentimeter. Sie sind dunkelblau oder fast schwarz gefärbt, einige Schuppen sind silbrig. Die unpaaren Flossen sind grau. Die vorderen Bauchflossenstrahlen der Männchen sind wie bei Cyathopharynx furcifer lang ausgezogen, im Unterschied zu diesen fehlen aber die Verdickungen an den Enden. Die Rückenflosse besitzt 11 bis 13 Hartstrahlen und 13 bis 15 Weichstrahlen, die Afterflosse drei Hartstrahlen und 8 bis 10 Weichstrahlen. Die Schwanzflosse ist gegabelt. Das Maul ist endständig, die Zähne sind beweglich, dreispitzig, haben nach hinten gebogene Kronen und sind in vielen Reihen angeordnet. Die Pharyngealiazähne stehen dicht und bilden eine samtartige Fläche.
- Schuppenformel: mLR 36–41.
- Kiemenrechen 15–18.

## Lebensweise
Cunningtonia longiventralis lebt in Schwärmen in der Nähe von Felsufern und ernährt sich von Zooplankton. Die Fische sind Maulbrüter. Die Eier werden nach der Ablage in einem Kraternest im Sandboden vom Weibchen ins Maul genommen und haben einen Durchmesser von 3,5 mm.